# شیور (نهبندان)
شیور یک منطقهٔ مسکونی در ایران است که درپانزده کیلومتری دهستان شوسف واقع شده‌است. شیور ۲۰ نفر جمعیت دارد.